# Hyantis pallida
Hyantis pallida är en fjärilsart som beskrevs av Rothschild 1916. Hyantis pallida ingår i släktet Hyantis och familjen praktfjärilar. Inga underarter finns listade i Catalogue of Life.